# Бала, Кристиан
Кристиан Бала (пол. Krystian Bala; род. 1 января 1974) — польский путешественник, журналист и писатель.

## Биография
В 2003 году в изданном им романе «Бешенство» (пол. Amok), Бала подробно описал процесс убийства, которое в точности соответствовало убийству Дариуша Янишевского (пол. Dariusz Janiszewski), тело которого было найдено в 2000 году в реке Одер вблизи города Вроцлав. Погибший являлся другом бывшей супруги писателя.
Кристиан Бала проходил по делу об убийстве бизнесмена Янишевского как главный подозреваемый. 20 декабря 2007 года он был выпущен на свободу. Если бы его вина была доказана, то ему грозило 25 лет тюремного заключения. Но доказать вину Балы тогда не удалось. В 2009 году апелляционный суд всё же приговорил его к тюремному сроку, решение было подтверждено Верховным судом Польши.
В 2011 году известный режиссёр Роман Полански заявил о начале съемок триллера под названием «Настоящее преступление» об этом деле.. В России на данные события отреагировал публицист и писатель Дмитрий Быков, написав статью о мотивах писателя при создании романа. Быков считает, что «человек очень огорчился, что никто не обнаружил организатора идеального убийства» и проводит параллель с сюжетом фильма «Основной инстинкт», где писательница-нимфоманка, в исполнении Шэрон Стоун, постоянно попадала в поле зрения полиции после целого ряда убийств её любовников. Причём интерес полиции к ней был вызван именно удивительно подробным и точным описанием этих преступлений в её романах.